# 彰化縣鹿港鎮草港國民小學
彰化縣鹿港鎮草港國民小學（簡稱草港國小），創立於1928年，目前學校的規模屬於中型學校，全校共十七班普通班和一班資源班，學生人數三百八十一人。校內另設有非營利幼兒園，招收三個班級六十名學童，園區位於學校的南棟校舍，平時獨立運作，和小學部的活動範圍有明顯區隔。

## 校史沿革
草港國小位於彰化縣鹿港鎮草中里，在成立之前，里內的兒童若想就學，最近的學校為頂番婆公學校，學童每天上學都要走好幾公里，十分不便。因此在1920年，便於現址成立頂番婆公學校草港尾分離教室（一班），兩年後再擴建為草港尾分教場，到了1928年，才從頂番婆公學校獨立出來，改名為草港公學校。1968年，因政府推行九年國教政策，便正式定名為彰化縣鹿港鎮草港國民小學。
該校在1979年開辦營養午餐，於北棟舊校舍旁設立午餐廚房。1995年擴建普通教室十五間，同年亦完成運動場之整修。 2013年北棟新校舍萌學樓落成，原廚房拆除。該校的班級和學生數，最多時為民國93學年度（2004年至2005年），全校共28班903人，不過近年來學生人數逐年遞減，目前尚維持在每個年級3班（一年級2班）全校共17班之規模。

## 歷任校長
以下資料來自鹿港鎮志教育篇與彰化縣政府網站：

### 日治時期
| 任次  | 姓名         | 上任時間 |
| ----- | ------------ | -------- |
| 第1任 | 永山政良     | 1928年   |
| 第2任 | 浦崎康哲     | 1931年   |
| 第3任 | 日永新太郎   | 1933年   |
| 第4任 | 兒玉喜右衛門 | 1939年   |
| 第5任 | 高津真勇     | 1942年   |

### 戰後時期
| 任次   | 姓名   | 上任日期       | 卸任日期       | 備註           |
| ------ | ------ | -------------- | -------------- | -------------- |
| 第1任  | 丁瑞雲 | 1945年12月1日  | 1950年8月31日  | 戰後第一任校長 |
| 第2任  | 趙水蛋 | 1950年9月1日   | 1970年10月18日 |                |
| 第3任  | 郭柳   | 1970年10月19日 | 1973年8月30日  |                |
| 第4任  | 張瑞鵬 | 1973年8月31日  | 1979年8月31日  |                |
| 第5任  | 蕭存仁 | 1979年9月1日   | 1989年7月31日  |                |
| 第6任  | 黃天龍 | 1989年8月1日   | 1993年2月15日  |                |
| 第7任  | 顏文良 | 1993年2月16日  | 1996年1月31日  |                |
| 第8任  | 黃榮源 | 1996年2月1日   | 2000年7月31日  |                |
| 第9任  | 蘇進興 | 2000年8月1日   | 2006年7月31日  | 現已退休       |
| 第10任 | 蔡玲玲 | 2006年8月1日   | 2010年7月31日  | 現已退休       |
| 第11任 | 陳艷紅 | 2010年8月1日   | 2017年7月31日  |                |
| 第12任 | 蔡玲惠 | 2017年8月1日   | 2019年7月31日  | 現已退休       |
| 第13任 | 吳旻城 | 2019年8月1日   | 至今           |                |

## 學校特色
草港國小自2011年起發展競速跳繩項目，自105學年度（2016年至2017年）開始參加全國各級學校民俗體育競賽活動，2018年至2022年間男、女生組均連續獲全國賽特優。除了體育項目之外，草港國小亦推動許多校本課程，以求學生全人發展。其中生命教育之交通安全課程，獲得交通部2018年全國交通安全教育評鑑金安獎；健康教育之健促課程，獲得衛福部2018年健康促進學校國際認證銅質獎。

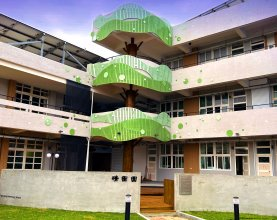
草港國小清圖園
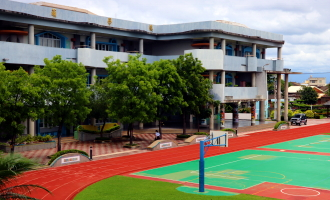
草港國小北棟新校舍萌學樓
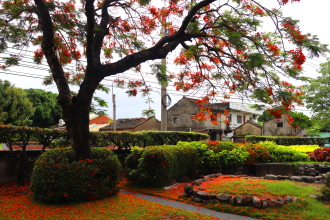
草港國小校園東側一隅
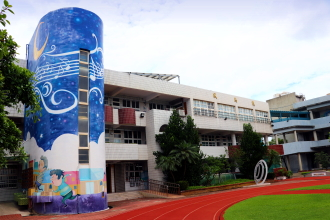
草港國小西棟辦公大樓
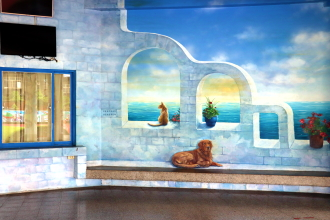
草港國小藝文廣場牆面彩繪